# Anàleg solar
Un anàleg solar és un tipus d'estrella fotomètricament similar al Sol del sistema solar. Són estrelles de seqüència principal o sub-gegants amb índex de color B-V similars al Sol (0,65). Un "bessó solar" és una estrella anàloga al sol amb un del tipus espectral, una temperatura de superfície, una velocitat de rotació, una massa, i variabilitat i metal·licitat molt semblants als valors solars. Aquests valors serien:
- Temperatura dintre de 10 K.
- Metal·licitat dins de 0,05 dex.
- Edat pels volts de 1000 milions d'anys, perquè el seu estat evolutiu sigui comparable.
- Cap estrella acompanyant coneguda, ja que el Sol no en té.

L'observació d'aquests tipus d'estrelles és important per a entendre millor les propietats del Sol en relació amb altres estrelles i la possibilitat de l'habitabilitat dels planetes.
Les següents estrelles es consideren bessons solars:
| Nom              | Una altra denominació | Constel·lació | Tipus espectral | Magnitud aparent | Distància (Anys llum) |
| ---------------- | --------------------- | ------------- | --------------- | ---------------- | --------------------- |
| Alpha Centauri A | Rigil Kentaurus       | Centaure      | G2V             | +1,33            | 4,365                 |
| Asterion         | β Canum Venaticorum   | Llebrers      | G0V             | +4,26            | 27,4                  |
| 18 Scorpii       | HIP 79672             | Escorpió      | G2V             | +5,50            | 45,7                  |
| 37 Geminorum     | HIP 33277             | Bessons       | G0V             | +5,74            | 56,3                  |
| 51 Pegasi        | HIP 113357            | Pegàs         | G2.5IVa         | +5,49            | 50,1                  |
| HD 98618         | HIP 55469             | Ossa Major    | G5V             | +7,66            | 126                   |
| HD 101364        | HIP 56948             | Dragó         | G5              | +8,65            | 217                   |